# Пежхно (Сьредський повіт)
Пежхно (пол. Pierzchno, нім. Pierschno) — село в Польщі, у гміні Сьрода-Велькопольська Сьредського повіту Великопольського воєводства.
Населення — 98 осіб (2011).
У 1975-1998 роках село належало до Познанського воєводства.

## Демографія
Демографічна структура станом на 31 березня 2011 року:
|          | Загалом | Допрацездатний вік | Працездатний вік | Постпрацездатний вік |
| -------- | ------- | ------------------ | ---------------- | -------------------- |
| Чоловіки | 44      | 9                  | 33               | 2                    |
| Жінки    | 54      | 17                 | 28               | 9                    |
| Разом    | 98      | 26                 | 61               | 11                   |